# Milo Murphy's Wet
Milo Murphy's Wet (Engels: Milo Murphy's Law) is een Amerikaanse animatieserie gecreëerd door Dan Povenmire en Jeff "Swampy" Marsh. In de Verenigde Staten ging de serie in première op 3 oktober 2016. In Nederland en Vlaanderen wordt de reeks uitgezonden sinds 17 april 2017 op Disney XD en sinds 6 mei 2017 op Disney Channel.

## Plot
De reeks draait rond Milo Murphy, een jongen die net als zijn vader lijdt aan de wet van Murphy. Alles wat fout kan gaan, zal ook foutlopen. Hij is echter altijd positief ingesteld en heeft een rugzak vol met voorzorgsmaatregelen. Zo is hij op het ergste voorbereid. Zijn beste vrienden zijn Melissa en Zack. Zack is nieuw op school, maar raakt direct bevriend met Milo en Melissa. In hun klas zit onder andere Amanda, een meisje dat dwangmatig alles onder controle wil hebben. Ze wil net als velen zo ver mogelijk uit Milo's buurt blijven, maar leert uiteindelijk te appreciëren hoe hij steeds weer is voorbereid op alles.
De serie draait tevens om Cavendish en Dakota: twee tijdreizigers die moeten voorkomen dat de pistachenoot uitsterft. Dit moeten ze doen door pistachenootkramen te beschermen. Het loopt steeds verkeerd af wanneer een Murphy in de buurt komt. Op het eind van het eerste seizoen proberen tot leven gewekte pistachenoten de wereld over te nemen. Het duo slaagt erin met de hulp van Milo en zijn vrienden om de pistachenoten te verslaan. Eén overleeft het en reist terug naar 1955. Er ontstaat een Pistacheoorlog, maar het lukt de bende samen met personages uit Phineas en Ferb om de noten te verslaan. De tijdstroom wordt aangepast en de oorlog heeft nooit plaatsgevonden. Dokter Doofenshmirtz, de wetenschapper die in de toekomst tijdreizen zal uitvinden, is zijn appartement kwijt en trekt in bij Milo.
De organisatie van Cavendish en Dakota gelooft hun verhaal niet en het duo moet in het tweede seizoen voornamelijk afval van buitenaards leven opruimen. Ondertussen wordt er in de stad buitenaards leven aangetroffen dat op zoek blijkt te zijn naar de wet van Murphy.

## Formule
In tegenstelling tot Phineas en Ferb, de vorige serie van Dan & Swampy, houdt de serie zich minder vast aan een strak formule. De wet van Murphy is onvoorspelbaar, dus alles kan alle kanten opgaan. Toch zijn er enkele dingen die iedere aflevering voorkomen.
- Tijdens een absurde situatie komt Milo zijn hond Diogee (D.O.G.) tegen. Milo zegt dan: "Diogee, ga naar huis! Hij mag helemaal niet op/bij/in de ... komen."
- Net als bij Phineas en Ferb, zijn er veel maffe liedjes te horen.
- Milo en zijn zus Sara zijn fan van Doctor Zone, een parodie op Doctor Who, en verwijzen daar graag naar.
- In het eerste seizoen moeten de tijdreizigers Cavendish en Dakota steeds pistachenoten beschermen. Hun baas weet namelijk dat die op het punt staan om uit te sterven. Dankzij Milo's pech mislukt hun missie steeds.
- In het eerste seizoen verwijzen Milo en Melissa geregeld naar "het lama-incident", wat plaatsvond voordat ze Zack kenden.
- In het tweede seizoen moeten Cavendish en Dakota steeds afval van buitenaards leven opruimen. Soms vinden ze buitenaardse technologie, maar ze slagen er niet in om het aan hun baas te tonen.
- In het tweede seizoen is er een "recurring raccoon" die steeds iets steelt. Er is dan een jingle te horen die luidt: "Wasbeer is er steeds weer!"

## Afleveringen
Seizoen 1
1. We gaan de extra Milo / De Ondergronders
2. Juichen voor de vijand / 12 eieren, 13 kuikens
3. De Doctor Zone Files / Het Briefje
4. Partij van Perikelen / Operatie Opera
5. Carrièredag / Het Wildere Westen
6. Familie Vakantie / De Vet van Murphy
7. Verborgen Geheimen / Atledecawiskathon
8. De Invaldocent / Time Out
9. De Dierentuin oh ja /  Schoolgala
10. Beat de beste Band / Het Wiskundeboek
11. Er Als de Brandweer bij zijn / Het Lama-incident
12. Milo Vermist (Deel 1 en 2)
13. Verblind / Ramp van Mijn Dromen
14. De Oorsprong der Robots / Mogelijkheid tot Slaapwandelen
15. Kennis is Jacht / Terug naar School Tijd
16. Wereld zonder Milo / De Race
17. Verliefd in de Roetsjbaan / Het Eiland van de verloren Dakota's
18. Milo Murphy's Halloween Schreeuw-A-Torium
19. Kerst Perikelen
20. Bedorven Gezworven

Seizoen 2
1. Het Phineas en Ferb Effect (Deel 1 en 2)
2. Geen Ontsneeuwen aan / Docent Moment
3. Schoolfoto / Oepsie Agent Diogee
4. Spelletjesavond / Geniet op volle toeren
5. Taart-Splosie / Lady Krillers
6. Doof's Dagje uit / Disco-Herkansing
7. De Tikkende Klok / Omgaan met de Wet van Murphy
8. Meelopen met Milo / Ziekendag
9. Veld der Verschrikking / Spionnenzusje
10. Hond, Uitlater, Renner, Schreeuwer / Nu ben ik een Murphy
11. Vrije Val / De Wereld van Milo
12. De Wet van Murphy ontvoeren
13. De Goulash nalatenschap / De Hond die teveel wist
14. Avonturen Maatjes / Rijd maar mee klein hondje
15. Moet je dit schip zien / Gipsfeestje
16. Veiligheid Voorop / Cavendish Losgeslagen
17. Eerste Indrukken / Tweekamp-Discussie voor Reden en Ramspoed, Landelijk Evenement
18. De Namiddag Snackclub / Parken en Vernieling
19. Ontsnapping / Milo in de Ruimte
20. Angst en Afkeer in het Heelal

## Originele stemmen
- "Weird Al" Yankovic: Milo Murphy
- Sabrina Carpenter: Melissa
- Mekai Curtis: Zack
- Jeff "Swampy" Marsh: Cavendish
- Dan Povenmire: Dakota, Professor Time
- Scott D. Peterso: Scott

## Nederlandse stemmen
- Sander van Amsterdam : Milo Murphy
- Lois van de Ven: Melissa
- Mitch Wolterink: Zack
- Jan Nonhof: Cavendish
- Alexander de Bruijn: Dakota
- Frans Limburg: Scott
- Bob van der Houven: Professor Tijd
- Jimmy Lange: Mort
- Michael de Vriend: Chad, Henry
- Natasha Willems: Diversen